# فرودگاه منطقه‌ای سنترال ایلنوی
فرودگاه منطقه‌ای سنترال ایلنوی (به انگلیسی: Central Illinois Regional Airport) یک فرودگاه همگانی بهره‌برداری هوایی با کد یاتا BMI است که یک باند فرود بتن دارد و طول باند آن ۲۴۳۸ متر است. این فرودگاه در کشور ایالات متحده آمریکا قرار دارد و در ارتفاع ۲۶۵ متری از سطح دریا واقع شده‌است.